# Jardín zoológico de Naipyidó
El Jardín zoológico de Naipyidó está situado en la ciudad de Naipyidó (Naypyidaw) se trata del parque zoológico más grande de Birmania (Myanmar). Situado en la carretera Rangún (Yangon)-Mandalay a unas 250 millas (400 km) al norte de Rangún, el zoológico de 247 hectáreas abrió sus puertas el Día de las Fuerzas armadas de Birmania (27 de marzo) del año 2008, con cerca de 420 animales traídos en camiones desde el Jardín Zoológico de Rangún.
El zoológico cuenta con elefantes, cocodrilos, tigres, ciervos, leopardos, monos, así como los tigres blancos, cebras y canguros.